# Irak aux Jeux olympiques d'été de 2012
L'Irak participe aux Jeux olympiques d'été de 2012 à Londres. Il s'agit de sa 13e participation aux Jeux olympiques d'été.

## Athlétisme
Hommes
Courses
| Athlète           | Épreuve | Séries       | Séries | Quarts de finale | Quarts de finale | Demi-finales | Demi-finales | Finale   | Finale |
| Athlète           | Épreuve | Résultat     | Rang   | Résultat         | Rang             | Résultat     | Rang         | Résultat | Rang   |
| ----------------- | ------- | ------------ | ------ | ---------------- | ---------------- | ------------ | ------------ | -------- | ------ |
| Adnan Taess Akkar | 800 m   | 1:47.83 (SB) | 31e    | NC               | NC               | –            | –            | –        | –      |

Femmes
Courses
| Athlète          | Épreuve | Séries   | Séries | Quarts de finale | Quarts de finale | Demi-finales | Demi-finales | Finale   | Finale |
| Athlète          | Épreuve | Résultat | Rang   | Résultat         | Rang             | Résultat     | Rang         | Résultat | Rang   |
| ---------------- | ------- | -------- | ------ | ---------------- | ---------------- | ------------ | ------------ | -------- | ------ |
| Dana Abdul Razak | 100 m   | 11.81    | 48e    | –                | –                | –            | –            | –        | –      |

## Boxe
Hommes
| Athlète           | Compétition      | 1/16 de finale             | 1/8 de finale       | Quarts de finale    | Demi-finales        | Finale              |
| Athlète           | Compétition      | Adversaire Résultat        | Adversaire Résultat | Adversaire Résultat | Adversaire Résultat | Adversaire Résultat |
| ----------------- | ---------------- | -------------------------- | ------------------- | ------------------- | ------------------- | ------------------- |
| Abdulkareem Ahmed | Welters (-69 kg) | Siphiwe Lusizi (RSA) 13-17 | –                   | –                   | –                   | –                   |

## Haltérophilie
| Athlète      | Compétition | Arraché  | Arraché | Épaulé-jeté | Épaulé-jeté | Total | Rang |
| Athlète      | Compétition | Résultat | Rang    | Résultat    | Rang        | Total | Rang |
| ------------ | ----------- | -------- | ------- | ----------- | ----------- | ----- | ---- |
| Safaa Rashed | -85 kg      | 150      | 15e     | 195         | 12e         | 345   | 13e  |

## Lutte
| Athlète             | Compétition     | Qualification                           | Huitièmes de finale | Quarts de finale    | Demi-finales        | Repêchage 1         | Repêchage 2         | Finale              | Finale |
| Athlète             | Compétition     | Adversaire Résultat                     | Adversaire Résultat | Adversaire Résultat | Adversaire Résultat | Adversaire Résultat | Adversaire Résultat | Adversaire Résultat | Rang   |
| ------------------- | --------------- | --------------------------------------- | ------------------- | ------------------- | ------------------- | ------------------- | ------------------- | ------------------- | ------ |
| Lutte gréco-romaine |                 |                                         |                     |                     |                     |                     |                     |                     |        |
| Ali Nadhim          | Moins de 120 kg | Battu par Bashir Babajanzadeh (IRI) 0-3 | –                   | –                   | –                   | –                   | –                   | –                   | –      |

## Natation
| Athlète                        | Épreuve        | Séries  | Séries | Demi-finales | Demi-finales | Finale | Finale |
| Athlète                        | Épreuve        | Temps   | Rang   | Temps        | Rang         | Temps  | Rang   |
| ------------------------------ | -------------- | ------- | ------ | ------------ | ------------ | ------ | ------ |
| Mohanad Ahmed Dheyaa Al-Azzawi | 100 m papillon | 1:00.71 | 42e    | -            | -            | -      | -      |

## Tir
| Athlète   | Compétition                         | Qualification | Qualification | Finale | Finale |
| Athlète   | Compétition                         | Points        | Rang          | Points | Rang   |
| --------- | ----------------------------------- | ------------- | ------------- | ------ | ------ |
| Noor Amer | Pistolet à 10 m air comprimé femmes | 360           | 46e           | NC     | NC     |

## Tir à l'arc
| Athlète            | Compétition       | Tour préliminaire | Tour préliminaire | 1er tour                                      | 2e tour          | 3e tour          | Quarts de finale | Demi-finales     | Finale           | Finale |
| Athlète            | Compétition       | Score             | Rang              | Adversaire Score                              | Adversaire Score | Adversaire Score | Adversaire Score | Adversaire Score | Adversaire Score | Rang   |
| ------------------ | ----------------- | ----------------- | ----------------- | --------------------------------------------- | ---------------- | ---------------- | ---------------- | ---------------- | ---------------- | ------ |
| Rand Al-Mashhadani | Individuel femmes | 498               | 64                | Ki Bo-Bae (KOR) (1) 0-6 (18-29, 19-27, 17-27) | -                | -                | -                | -                | -                | -      |